# Min kone er uskyldig
Min kone er uskyldig er en dansk komediefilm fra 1950, instrueret af Johan Jacobsen og skrevet af Arvid Müller.

## Medvirkende
- Bodil Kjer
- Poul Reichhardt
- Gunnar Lauring
- Karin Nellemose
- Preben Mahrt
- Svend Bille
- Knud Heglund
- Bjarne Forchhammer
- Helga Frier
- Henry Nielsen
- Aage Winther-Jørgensen